# Liste der Kulturdenkmale in Stadtfeld West
In der Liste der Kulturdenkmale in Stadtfeld West sind alle Kulturdenkmale des zur Stadt Magdeburg gehörenden Stadtteils Stadtfeld West aufgelistet. Grundlage ist das Denkmalverzeichnis des Landes Sachsen-Anhalt, das auf Basis des Denkmalschutzgesetzes vom 21. Oktober 1991 erstellt und seither laufend ergänzt wurde (Stand: 31. Dezember 2023).

## Kulturdenkmale
| Lage                                                                     | Bezeichnung                                         | Beschreibung | Erfassungs- nummer | Ausweisungsart               | Bild                                                |
| ------------------------------------------------------------------------ | --------------------------------------------------- | --- | ------------------ | ---------------------------- | --------------------------------------------------- |
| An der Enckekaserne 1–128 (Karte)                                        | Enckekaserne                                        | Die ehemalige Kaserne wird heute als Wohngebäude genutzt. Erbaut wurde die Kaserne von 1912 bis 1913. Die Häuser sind viergeschossige Putzbauten mit Mansard-, Walm oder Pyramidendach. In der Mitte der Häuser befindet sich ein rechteckiger Exerzier- und Turnplatz. | 094 82662          | Baudenkmal                   | Weitere Bilder                                      |
| An der Enckekaserne 1–128, Beimsstraße (Karte)                           | Enckekaserne                                        | Kaserne | 107 15018          | Denkmalbereich               | Enckekaserne                                        |
| Badeleber Straße 1–10, Beimsplatz 1–6 und weitere (Karte)                | Siedlung                                            | Die Siedlung wurde von 1924 bis 1932 erbaut, der Bauherr war der „Verein für Kleinwohnungswesen“ und die „Magdeburger Gemeinnützigen Heimstätten A. G.“. Der Bauplan wurde nach einem Generalsiedlungsplan von Bruno Taut erstellt, die Architekten waren Konrad Rühl, Gerhard Gauger, Willy Zabel und Adolf Otto. Die Siedlung wurde nach dem Magdeburger Oberbürgermeister Hermann Beims benannt. Es sind von den geplanten 5000 Wohnungseinheite etwa 2000 gebaut worden. Die dreigeschossigen Häuser sind in nordsüdlicher Richtung ausgerichtet. | 094 70964          | Baudenkmal                   | Siedlung                                            |
| Flechtinger Straße 22a (Karte)                                           | Kinderhaus Flechtinger Straße                       | Kindergarten, 1931 erbaut | 094 71438          | Baudenkmal                   | Kinderhaus Flechtinger Straße                       |
| Große Diesdorfer Straße 51 (Karte)                                       | Wohn- und Geschäftshaus Große Diesdorfer Straße 51  | drei- bis viergeschossiges Wohn- und Geschäftshaus von 1906 | 094 76949          | Baudenkmal                   | Wohn- und Geschäftshaus Große Diesdorfer Straße 51  |
| Große Diesdorfer Straße 64 (Karte)                                       | Wohnhaus Große Diesdorfer Straße 64                 | Wohnhaus von 1906 mit Drempel und Giebel in Fachwerkbauweise | 094 82555          | Baudenkmal                   | Wohnhaus Große Diesdorfer Straße 64                 |
| Große Diesdorfer Straße 91 (Karte)                                       | Villa Große Diesdorfer Straße 91                    | Fabrikantenvilla aus dem Jahr 1889 | 094 82557          | Baudenkmal                   | Villa Große Diesdorfer Straße 91                    |
| Große Diesdorfer Straße 97–102 (Karte)                                   | Wohnhaus Große Diesdorfer Straße 97–102             | Das Wohnhaus ist ein langgestreckter Block im Stil des Neuen Bauens. Erbaut wurde der Wohnblock in den Jahren 1930/1931. | 094 82558          | Baudenkmal                   | Wohnhaus Große Diesdorfer Straße 97–102             |
| Große Diesdorfer Straße 126 (Karte)                                      | Gasthof Große Diesdorfer Straße 126                 | Der ehemalige Gasthof wurde 1845 im Stil des Spätklassizismus erbaut. | 094 82225          | Baudenkmal                   | Gasthof Große Diesdorfer Straße 126                 |
| Große Diesdorfer Straße 160 (Karte)                                      | Westfriedhof                                        | Friedhof | 094 82227          | Baudenkmal                   | Westfriedhof                                        |
| Große Diesdorfer Straße 160, auf dem Westfriedhof                        | Feierhalle                                          | Feierhalle | 094 82227 001      | Teilobjekt eines Baudenkmals | Feierhalle                                          |
| Große Diesdorfer Straße 160 (Karte)                                      | Pavillon auf dem Westfriedhof                       | Der Pavillon ist eine Stahlbetonkonstruktion und wurde von 1929/30 im Stile des Neuen Bauens erbaut. Er befindet sich am Haupteingang des Westfriedhofes. Es ist ein Laden mit Flachdach, um dem Laden befindet sich ein überdachter Umgang. | 094 70736          | Baudenkmal                   | Pavillon auf dem Westfriedhof                       |
| Große Diesdorfer Straße 203 (Karte)                                      | Wohn- und Geschäftshaus Große Diesdorfer Straße 203 | fünfgeschossiges Wohn- und Geschäftshaus von 1889 | 094 82561          | Baudenkmal                   | Wohn- und Geschäftshaus Große Diesdorfer Straße 203 |
| Harbker Straße (Karte)                                                   | Harbker Straße                                      | Der Straßenzug ist Teil der Hermann-Beims-Siedlung. | 094 76878          | Denkmalbereich               | Harbker Straße                                      |
| Harsdorfer Straße 17 (Karte)                                             | Villa Harsdorfer Straße 17                          | Die Villa wurde 1897 für den Buchhändler Wilhelm Rathke errichtet. Die Fassade ist geprägt von drei großen Dreiecksgiebel zu beiden Straßenseiten der Villa, die auf einem Eckgrundstück steht. Vor dem Eingang am Europaring befindet sich eine zweiseitige Freitreppe. | 094 82318          | Baudenkmal                   | Villa Harsdorfer Straße 17                          |
| Harsdorfer Straße 22 (Karte)                                             | Villa Harsdorfer Straße 22                          | Villa Die zweigeschossige Villa im Stil des Historismus wurde 1873 erbaut. Zur Straße prägt ein polygonaler Risalit die Fassade. Über dem Risalit befindet sich eine Teil-Kuppel mit einer Laterne. An der Westseite befindet sich das Treppenhaus hinter einem Risalit, auf der Ostseite ist ein Wintergarten. | 094 82319          | Baudenkmal                   | Villa Harsdorfer Straße 22                          |
| Harsdorfer Straße 30 (Karte)                                             | Krankenhaus St. Marienstift Magdeburg               | Das katholische Krankenhaus wurde von 1904 bis 1906 erbaut. Errichtet wurde das Haus mit T-förmigen Grundriss zur Betreuung von Kindern, die nicht schulpflichtig sind und für Waisenkinder. Ab 1909 wurde das Gebäude teilweise als Krankenhaus genutzt, ab dem Zweiten Weltkrieg war es nur noch Krankenhaus. Es ist ein viergeschossiges Haus im Stil der Neogotik. Vor dem Eingang befindet sich ein Risalit mit Giebel. Das Dach ist teilweise ein Satteldach, teilweise ein Walmdach.                                                           | 094 82320          | Baudenkmal                   | Krankenhaus St. Marienstift Magdeburg               |
| Harsdorfer Straße 49 (Karte)                                             | Zwischenwerk IVa                                    | Zwischenwerk der Festung Magdeburg | 094 06395          | Baudenkmal                   | BW                                                  |
| Liebknechtstraße 65, 75, 77, 87, 89, 91, 93, 95, Westring 50, 56 (Karte) | Armaturen- und Maschinenfabrik Polte                | Fabrik Werksgebäude der ehemaligen Maschinenfabrik Polte, Fortführung der sachlichen Architekturformen der 1920er Jahre in den 1930er Jahren | 094 17394          | Baudenkmal                   | Weitere Bilder                                      |
| Liebknechtstraße 66, 67, 68 (Karte)                                      | Gedenkstätte für das KZ-Außenlager Polte-Magdeburg  | Denkmal Eine Gedenktafel für die Opfer eines KZ-Außenlagers befindet sich an der Toreinfahrt des ehemaligen Konzentrationslagers. | 094 06158          | Baudenkmal                   | Gedenkstätte für das KZ-Außenlager Polte-Magdeburg  |
| Schmeilstraße 1 (Karte)                                                  | Schule Schmeilstraße                                | Schule 1928/29 als Versuchsschule Magdeburg-West im Stil des Neuen Bauens entstandener Schulkomplex, nach Zerstörung im Zweiten Weltkrieg etwa 1952 bis 1956 im Stil des Neoklassizismus wieder aufgebaut | 094 82559          | Baudenkmal                   | Schule Schmeilstraße                                |
| Westring 26-32 (Karte)                                                   | IGS Willy Brandt                                    | Schule Schulkomplex aus der Zeit ab 1900, Altbau (1900 bis 1912) als Backsteinbau im Stil der Neogotik, Neubau nach Plänen von Göderitz im Stil des Neuen Bauens aus der Zeit von 1928 bis 1930 | 094 82776          | Baudenkmal                   | Weitere Bilder                                      |

## Ehemalige Denkmale
Die nachfolgenden Objekte waren ursprünglich ebenfalls denkmalgeschützt oder wurden in der Literatur als Kulturdenkmale geführt. Die Denkmale bestehen heute jedoch nicht mehr, ihre Unterschutzstellung wurde aufgehoben oder sie werden nicht mehr als Denkmale betrachtet.
| Lage                                                      | Bezeichnung                         | Beschreibung | Erfassungs- nummer | Ausweisungsart | Bild                                |
| --------------------------------------------------------- | ----------------------------------- | --- | ------------------ | -------------- | ----------------------------------- |
| Große Diesdorfer Straße 41 (Karte)                        | Kahlenbergstift                     | Das ehemalige Krankenhaus wurde nach längerem Leerstand im Jahr 2011 abgerissen. Erbaut wurde das Haus im Jahre 1883. | 094 82560          | Baudenkmal     | Kahlenbergstift                     |
| Große Diesdorfer Straße 92 (Karte)                        | Wohnhaus Große Diesdorfer Straße 92 | eingeschossiges Wohnhaus mit Krüppelwalmdach, erbaut 1834, wird zumindest seit 2009 nicht mehr als Denkmal geführt    |                    | Baudenkmal     | Wohnhaus Große Diesdorfer Straße 92 |
| Große Diesdorfer Straße 201c, Spielhagenstraße 14 (Karte) | Straßenbahndepot Wilhelmstadt       | Wagenhalle, wird zumindest seit 2009 nicht mehr als Denkmal geführt                                                   | 107 15034          |                | Straßenbahndepot Wilhelmstadt       |

## Legende
In den Spalten befinden sich folgende Informationen:
- Lage: Nennt den Straßennamen und wenn vorhanden die Hausnummer des Kulturdenkmals. Die Grundsortierung der Liste erfolgt nach dieser Adresse. Der Link „Karte“ führt zu verschiedenen Kartendarstellungen und nennt die geographischen Koordinaten.
Link zu einem Kartenansichtstool, um Koordinaten zu setzen. In der Kartenansicht sind Baudenkmale ohne Koordinaten mit einem roten bzw. orangen Marker dargestellt und können in der Karte gesetzt werden. Baudenkmale ohne Bild sind mit einem blauen bzw. roten Marker gekennzeichnet, Baudenkmale mit Bild mit einem grünen bzw. orangen Marker.
- Offizielle Bezeichnung: Nennt den Namen, die Bezeichnung oder zumindest die Art des Kulturdenkmals und verlinkt, soweit vorhanden, auf den Artikel zum Objekt.
- Beschreibung: Nennt bauliche und geschichtliche Einzelheiten des Kulturdenkmals, vorzugsweise die Denkmaleigenschaften.
- Erfassungsnummer: Für jedes Kulturdenkmal wird in Sachsen-Anhalt eine 20stellige Erfassungsnummer vergeben. Die letzten zwölf Ziffern werden für die Untergliederung nach Teilobjekten genutzt und werden nur angegeben, soweit vergeben. In dieser Spalte kann sich folgendes Icon  befinden, dies führt zu Angaben zu diesem Baudenkmal bei Wikidata.
- Ausweisungsart: Die Einordnung des Denkmales nach § 2 Abs. 2 DenkmSchG LSA
- Bild: Ein Bild des Denkmales, und gegebenenfalls einen Link zu weiteren Fotos des Kulturdenkmals im Medienarchiv Wikimedia Commons. Wenn man auf das Kamerasymbol klickt, können Fotos zu Kulturdenkmalen aus dieser Liste hochgeladen werden: